# Łoznaja
Łoznaja (ros. Лозная) – wieś w Rosji, w obwodzie biełgorodzkim, w rejonie rowieńskim. W 2010 liczyła 948 mieszkańców.